# アル・オフェク級哨戒艦
アル・オフェク級哨戒艦（アル・オフェクきゅうしょうかいかん、英語: Al-Ofouq class patrol vessel）は、オマーン海軍の哨戒艦 (OPV)の艦級。アル・シーブ級またはアル・スィーブ級と表記されることもある。プロヴィンス級ミサイル艇の後継として4隻が建造された。
2012年4月にオマーン国防省が入札公告を実施し、ダーメン・スヘルデ造船所とインドのゴア造船所を破って、シンガポールのSTマリンが7億300万ドルで契約を獲得した。 アル・オフェク級哨戒艦は、現在シンガポール海軍が使用しているフィアレス級哨戒艇（55m）の派生型（75m）をベースにしている。
ステルス性に配慮した設計で、上構側面の開口部にはRCSを低減するためのシャッターが装備されている。

## 同型艦
| 艦番号 | 艦名                     | 造船所   | 進水           | 就役           | 状態   | 備考 |
| ------ | ------------------------ | -------- | -------------- | -------------- | ------ | ---- |
| Z 20   | アル・シーブ Al-Seeb     | STマリン | 2014年 1月29日 | 2015年 3月31日 | 就役中 |      |
| Z 21   | アル・シナース Al-Shinas | STマリン | 2014年 6月14日 |                | 就役中 |      |
| Z 22   | サダーフ Sadh            | STマリン | 2014年 9月17日 |                | 就役中 |      |
| Z 23   | ハサブ Khassab           | STマリン | 2016年 6月24日 | 2016年 8月2日  | 就役中 |      |